# جورج لوستيغ
جورج لوستيغ (من مواليد 20 مايو 1946) هو عالم رياضيات روماني - أميركي وأستاذ عبد النور في معهد ماساتشوستس للتكنولوجيا (MIT). كان أستاذ نوربرت فينرفي قسم الرياضيات من 1999 إلى 2009.